# Temple of the Dog
Temple of the Dog er en tidligere rock-gruppe fra USA. Gruppen blev dannet i Seattle, Washington i 1990.
Temple of the Dog var aktiv i årene 1990-1992.
Forsangeren i bandet var Chris Cornell, som også spillede i Audioslave og Soundgarden. Han gik senere solo indtil sin død i 2017.

## Diskografi
- Temple of the dog (1990)